# 626 (szám)
A 626 (római számmal: DCXXVI) egy természetes szám, félprím, a 2 és a 313 szorzata.

## A szám a matematikában
A tízes számrendszerbeli 626-os a kettes számrendszerben 1001110010, a nyolcas számrendszerben 1162, a tizenhatos számrendszerben 272 alakban írható fel.
A 626 páros szám, összetett szám, azon belül félprím, kanonikus alakban a 21 · 3131 szorzattal, normálalakban a 6,26 · 102 szorzattal írható fel. Négy osztója van a természetes számok halmazán, ezek növekvő sorrendben: 1, 2, 313 és 626.
Érinthetetlen szám: nem áll elő pozitív egész számok valódiosztóösszeg-függvényeként.
A 626 négyzete 391 876, köbe 245 314 376, négyzetgyöke 25,01999, köbgyöke 8,55444, reciproka 0,0015974. A 626 egység sugarú kör kerülete 3933,27400 egység, területe 1 231 114,763 területegység; a 626 egység sugarú gömb térfogata 1 027 570 455,3 térfogategység.